# Monteaguzzo
Monteaguzzo (Muntagòzz in romagnolo) è una frazione collinare appartenente al comune di Roncofreddo.
Il paese, sulle colline, sorge lungo la via Garampa, a circa 12 km dal centro di Cesena, tra le vallate del fiume Savio e del fiume Pisciatello (in dialetto Urgòn).
La chiesa è una pieve romanica costruita a cavallo degli anni 1000, fino al 2016 vantava due campane tra le più antiche della regione, sopravvissute alle predazioni durante le guerre. Oggi risuonano nella parrocchia di Gatteo Mare per volere della curia. La pieve è attualmente in stato di abbandono.